# 澳洲潜鸭
澳洲潜鸭（学名：Aythya australis）为鸭科潜鸭属鸟类，是澳大利亚目前已知的唯一潜鸭族鸟类。英文俗称“Hardhead”，这个名字与其头骨的密度无关，而是指早期动物标本剥制人员在处理头部时遇到的困难。 澳洲潜鸭分布于澳大利亚较潮湿的沿海地区，特别是东南部，也分布于远至新几内亚、新西兰和太平洋岛屿的地方。 

## 描述
澳洲潜鸭比大多数鸭小，通常不超过45厘米长，但有时达到60厘米，整体形状明显比大多数鸭子更圆。雄性和雌性都是相当均匀的巧克力棕色，胁部呈红褐色，腹部白色（浮在水面上时，腹部的白色通常不可见）。翼的后缘和几乎整个下面都是白色的。雄性的眼睛是醒目的白色，而雌性的则是棕色。 

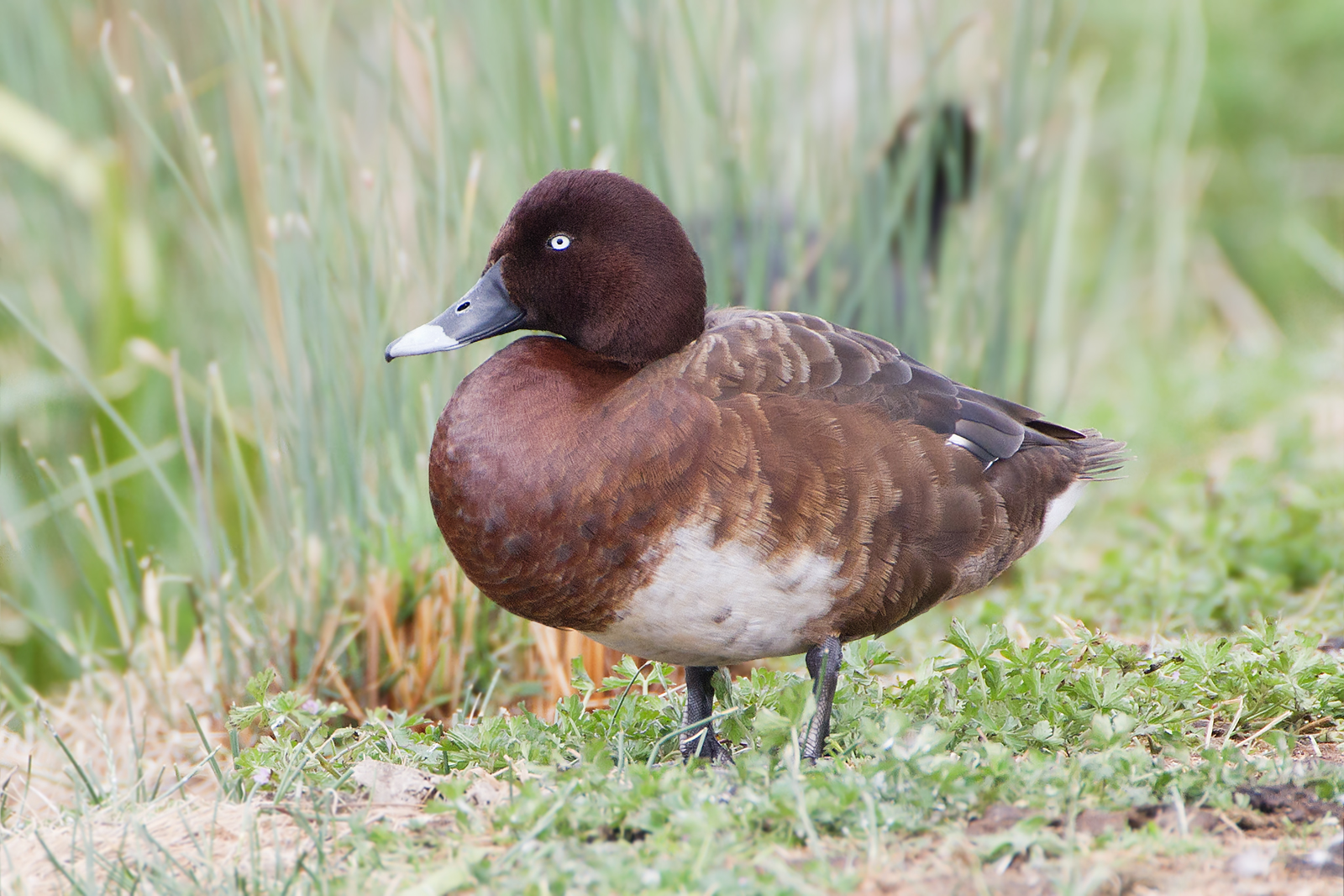
站立的雄性
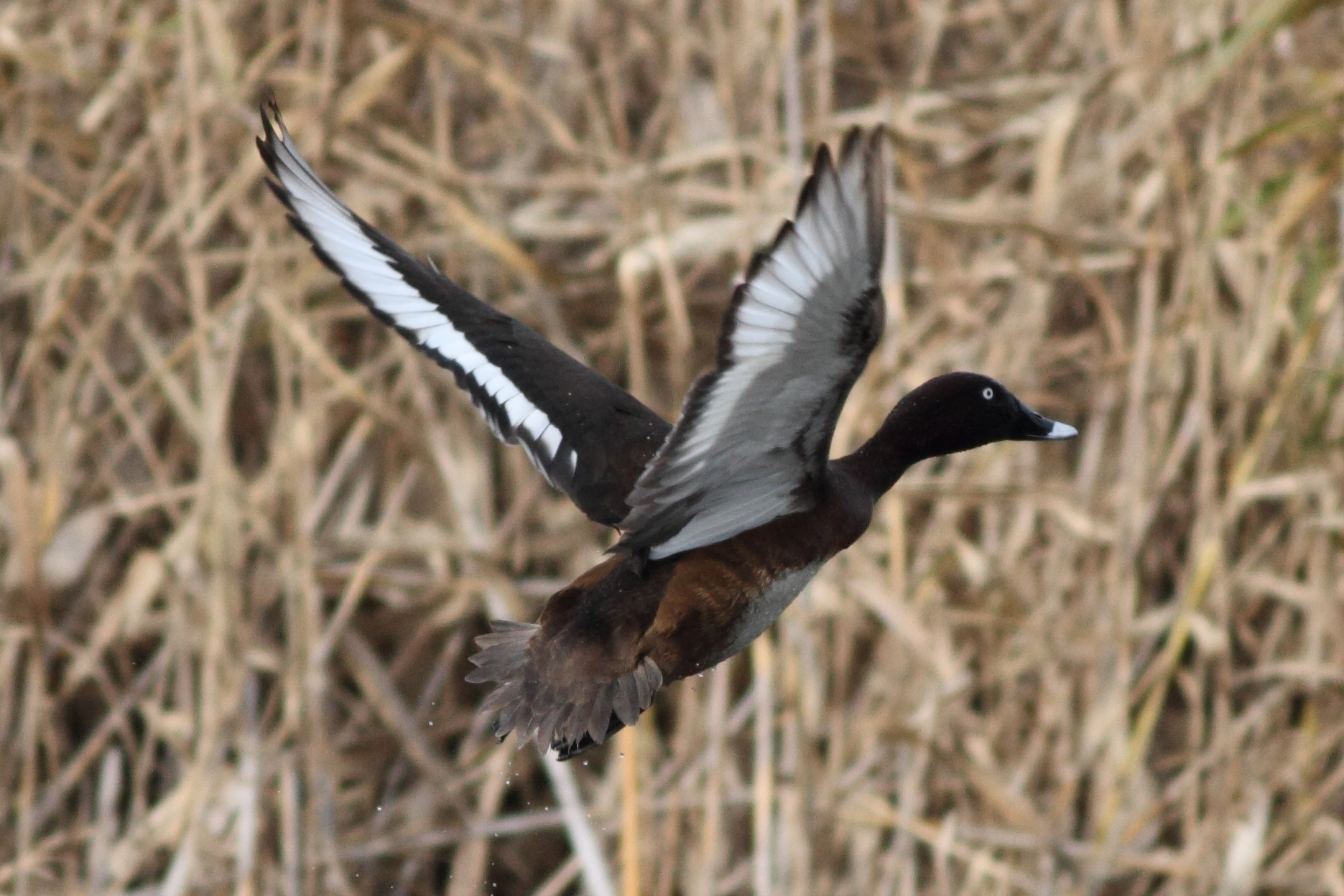
飞行中的雄性

## 行为
像潜鸭属的其他成员一样，澳洲潜鸭是潜水觅食的，通常一次在水下停留长达一分钟。它们潜水时几乎没有一丝涟漪，只低下头，用强大的蹼用力一推就能潜入水中。他们吃各种各样的小型水生生物，并以水草作为补充。 
澳洲潜鸭大多数时候很安静，但雄性会发出柔和、像呼吸声一样的的哨音和whirr声。雌性会发出响亮的gaark叫声。 